# Veronika Jelínková
Veronika Jelínková (* Kutná Hora) je česká modelka.
Vystudovala Obchodní akademii a poté Vyšší odbornou školu ekonomických studií, obor Veřejná Správa. Česko v roce 2018 reprezentovala na světové soutěži krásy The Miss Globe. V mládí ji oslovily pražské agentury Nova models a Czechoslovak models. Rozhodla se pro druhou agenturu a s ní nafotila své první fotografie. Pracuje převážně v zahraničí.